# تاکشی کاواهارازوکا
تاکشی کاواهارازوکا (انگلیسی: Takeshi Kawaharazuka؛ زادهٔ ۱ فوریهٔ ۱۹۷۵) بازیکن فوتبال اهل ژاپن است.
از باشگاه‌هایی که در آن بازی کرده‌است می‌توان به باشگاه فوتبال آلبیرکس نیگاتا اشاره کرد.
وی همچنین در تیم ملی فوتبال ساحلی بازی کرده‌است.